# Edmonton (Londyn)
Edmonton – część Londynu leżąca w gminie London Borough of Enfield. Edmonton jest wspomniane w Domesday Book (1086) jako Adelmetone.